# Elisabeth Beskow
Elisabeth Maria Beskow  (Stockholm, 19 november 1870 - aldaar, 17 oktober 1928), is een Zweedse schrijfster van romans. Zij was de dochter van Gustav Emanuel Beskow, een Zweedse predikant.
Elisabeth Beskow schreef tijdens de vroege jaren 1900 meer dan vijftig romans en kinderboeken onder het pseudoniem Runa. De romans zijn gekleurd door een sterke religieus-idealistische opvatting van het leven en vaak met een duidelijke morele en stichtelijke structuur. In haar boeken schreef ze over gelijke rechten voor mannen en vrouwen en vegetarisme. Zij was een fel tegenstander van dierproeven. Na Selma Lagerlöf was ze de meest gelezen vrouwelijke schrijver van haar tijd.
Ze schreef onder andere, Stemmen (1910), Wildvogel(1916), De familie Ekekrona(1930),Vader en de Zoon.